# Nepal Tri-Nation Series 2023/24
Die Nepal Tri-Nation Series 2023/24 waren zwei Cricket-Turniere, die in Nepal im jeweils ODI- und Twenty20-Cricket ausgetragen wurden. Die ODI-Serie war Bestandteil der ICC Cricket World Cup League 2 2024–2026. An beiden Drei-Nationen-Turnier traten neben dem Gastgeber Nepal die Nationalmannschaften aus Namibia und den Niederlanden gegeneinander an. Die beiden Turniere wurden zwischen dem 15. Februar und 5. März 2024 ausgetragen. Namibia gewann das ODI-Wettbewerb, während die Niederlande sich mit 4 Wickets gegen Nepal im Finale der Twenty20-Serie durchsetzten.

## Nepal Tri-Nation Series 2023/24 (ODI)

### Format
In einer Gruppe spielte jede Mannschaft gegen jede andere zwei Mal. Für einen Sieg gab es zwei, für ein Unentschieden oder No Result einen Punkt.

### Stadion
Das folgende Stadion wurde für das Turnier ausgewählt.
| Stadion                                           | Stadt    | Kapazität | Spiele        |
| ------------------------------------------------- | -------- | --------- | ------------- |
| Tribhuvan University International Cricket Ground | Kirtipur | 15.000    | 1. – 6. Spiel |

### Kaderlisten
Die Mannschaften gaben vor der Tri-Series folgende Kader bekannt.
| ODI | ODI | ODI |
| Nepal | Namibia | Niederlande |
| --- | --- | --- |
| - Rohit Paudel (K) - Dipendra Singh Airee - Kushal Bhurtel - Rijan Dhakal - Gulshan Jha - Dev Khanal - Sompal Kami - Karan KC - Kushal Malla - Lalit Rajbanshi - Anil Sah (wk) - Pawan Sarraf - Arjun Saud (wk) - Bhim Sharki - Aarif Sheikh - Aasif Sheikh (wk) - Surya Tamang | - Gerhard Erasmus (K) - JJ Smit (VK) - Jack Brassell - Niko Davin - Shaun Fouché - Jan Frylinck - Zane Green (wk) - Jean-Pierre Kotze - Malan Kruger - Michael van Lingen - Jan Nicol Loftie-Eaton - Tangeni Lungameni - Bernard Scholtz - Ben Shikongo - Ruben Trumpelmann | - Scott Edwards (K, wk) - Shariz Ahmad - Wesley Barresi - Noah Croes - Max O’Dowd - Aryan Dutt - Olivier Elenbaas - Sybrand Engelbrecht - Vivian Kingma - Kyle Klein - Bas de Leede - Micheal Levitt - Roelof van der Merwe - Teja Nidamanuru - Vikramjit Singh |

### Spiele
Tabelle
| Teams       | Sp. | S | N | NR | P | NRR    |
| ----------- | --- | - | - | -- | - | ------ |
| Namibia     | 4   | 3 | 1 | 0  | 6 | +0.259 |
| Niederlande | 4   | 2 | 2 | 0  | 4 | −0.118 |
| Nepal       | 4   | 1 | 3 | 0  | 2 | −0.158 |

Spiele
| 15. Februar Scorecard | Kirtipur | Nepal 132 (41.1)              | – | Namibia 134-6 (33.1) |
|                       |          | Namibia gewinnt mit 4 Wickets |   |                      |

Namibia gewann den Münzwurf und entschieden sich als Feldmannschaft zu beginnen. Als Spieler des Spiels wurde Gerhard Erasmus ausgezeichnet.
| 17. Februar Scorecard | Kirtipur | Niederlande 137 (39)        | – | Nepal 141-1 (15.2) |
|                       |          | Nepal gewinnt mit 9 Wickets |   |                    |

Nepal gewann den Münzwurf und entschieden sich als Feldmannschaft zu beginnen. Als Spieler des Spiels wurde Kushal Bhurtel ausgezeichnet.
| 19. Februar Scorecard | Kirtipur | Namibia 123 (35.1)                | – | Niederlande 124-3 (27.2) |
|                       |          | Niederlande gewinnt mit 7 Wickets |   |                          |

Die Niederlande gewann den Münzwurf und entschieden sich als Feldmannschaft zu beginnen. Als Spieler des Spiels wurde Aryan Dutt ausgezeichnet.
| 21. Februar Scorecard | Kirtipur | Nepal 168 (37.1)              | – | Namibia 172-8 (40) |
|                       |          | Namibia gewinnt mit 2 Wickets |   |                    |

Namibia gewann den Münzwurf und entschieden sich als Feldmannschaft zu beginnen. Als Spieler des Spiels wurde Bernard Scholtz ausgezeichnet.
| 23. Februar Scorecard | Kirtipur | Namibia 203 (41.3/45)                    | – | Niederlande 179 (43.5/45) |
|                       |          | Namibia gewinnt mit 24 Runs (D/L method) |   |                           |

Die Niederlande gewann den Münzwurf und entschieden sich als Feldmannschaft zu beginnen. Als Spieler des Spiels wurde Jan Frylinck ausgezeichnet.
| 25. Februar Scorecard | Kirtipur | Nepal 172 (49.3)                  | – | Niederlande 173-2 (37.5) |
|                       |          | Niederlande gewinnt mit 8 Wickets |   |                          |

Die Niederlande gewann den Münzwurf und entschieden sich als Feldmannschaft zu beginnen. Als Spieler des Spiels wurde Vikramjit Singh ausgezeichnet.

## Nepal Tri-Nation Series 2023/24 (Twenty20)

### Format
In einer Gruppe spielte jede Mannschaft gegen jede andere zwei Mal. Für einen Sieg gab es zwei, für ein Unentschieden oder No Result einen Punkt.

### Stadion
Das folgende Stadion wurde für das Turnier ausgewählt.
| Stadion                                           | Stadt    | Kapazität | Spiele        |
| ------------------------------------------------- | -------- | --------- | ------------- |
| Tribhuvan University International Cricket Ground | Kirtipur | 15.000    | 1. – 6. Spiel |

### Kaderlisten
Die Mannschaften gaben vor der Tri-Series folgende Kader bekannt.
| ODI | ODI | ODI |
| Nepal | Namibia | Niederlande |
| --- | --- | --- |
| - Rohit Paudel (K) - Dipendra Singh Airee - Abinash Bohara - Binod Bhandari (wk) - Kushal Bhurtel - Rijan Dhakal - Pratis GC - Gulshan Jha - Sundeep Jora - Rashid Khan - Sompal Kami - Kushal Malla - Lalit Rajbanshi - Anil Sah - Aarif Sheikh - Aasif Sheikh (wk) - Bibek Yadav | - Gerhard Erasmus (K) - JJ Smit (VK) - Peter-Daniel Blignaut - Jack Brassell - Niko Davin - Shaun Fouché - Jan Frylinck - Zane Green (wk) - Jean-Pierre Kotze (wk) - Malan Kruger - Michael van Lingen - Jan Nicol Loftie-Eaton - Lo-handre Louwrens - Tangeni Lungameni - Bernard Scholtz - Ben Shikongo - Ruben Trumpelmann | - Scott Edwards (K, wk) - Shariz Ahmad - Wesley Barresi - Noah Croes - Max O’Dowd - Aryan Dutt - Sybrand Engelbrecht - Timm van der Gugten - Vivian Kingma - Fred Klaassen - Kyle Klein - Micheal Levitt - Roelof van der Merwe - Teja Nidamanuru - Vikramjit Singh |

### Spiele
Tabelle
| Teams       | Sp. | S | N | NR | P | NRR    |
| ----------- | --- | - | - | -- | - | ------ |
| Niederlande | 4   | 2 | 1 | 1  | 5 | +0.310 |
| Nepal       | 4   | 2 | 2 | 0  | 4 | +0.293 |
| Namibia     | 4   | 1 | 2 | 1  | 3 | −0.700 |

Spiele
| 27. Februar Scorecard | Kirtipur | Namibia 206-4 (20)          | – | Nepal 186 (18.5) |
|                       |          | Namibia gewinnt mit 20 Runs |   |                  |

Namibia gewann den Münzwurf und entschieden sich als Schlagmannschaft zu beginnen. Als Spieler des Spiels wurde Jan Nicol Loftie-Eaton ausgezeichnet.
| 28. Februar Scorecard | Kirtipur | Niederlande 184-4 (20)         | – | Nepal 182-8 (20) |
|                       |          | Niederlande gewinnt mit 2 Runs |   |                  |

Nepal gewann den Münzwurf und entschieden sich als Feldmannschaft zu beginnen. Als Spieler des Spiels wurde Sybrand Engelbrecht ausgezeichnet.
| 29. Februar Scorecard | Kirtipur | Niederlande 247-5 (20)          | – | Namibia 188-7 (20) |
|                       |          | Niederlande gewinnt mit 59 Runs |   |                    |

Niederlande gewann den Münzwurf und entschieden sich als Schlagmannschaft zu beginnen. Als Spieler des Spiels wurde Michael Levitt ausgezeichnet.
| 1. März Scorecard | Kirtipur | Nepal 180-8 (20)         | – | Namibia 177-7 (20) |
|                   |          | Nepal gewinnt mit 3 Runs |   |                    |

Namibia gewann den Münzwurf und entschieden sich als Feldmannschaft zu beginnen. Als Spieler des Spiels wurde Kushal Malla ausgezeichnet.
| 2. März Scorecard | Kirtipur | Niederlande 120 (19.3)      | – | Nepal 121-4 (15.2) |
|                   |          | Nepal gewinnt mit 6 Wickets |   |                    |

Niederlande gewann den Münzwurf und entschieden sich als Schlagmannschaft zu beginnen. Als Spieler des Spiels wurde Pratis GC ausgezeichnet.
| 3. März Scorecard | Kirtipur | Namibia 98-4 (15) | – | Niederlande |
|                   |          | No Result         |   |             |

Niederlande gewann den Münzwurf und entschieden sich als Feldmannschaft zu beginnen. Spiel wurde wegen anhaltenden Regens abgebrochen.
Finale
| 5. März Scorecard | Kirtipur | Nepal 184-8 (20)                  | – | Niederlande 189-6 (19.3) |
|                   |          | Niederlande gewinnt mit 4 Wickets |   |                          |

Nepal gewann den Münzwurf und entschieden sich als Schlagmannschaft zu beginnen. Als Spieler des Spiels wurde Michael Levitt ausgezeichnet.